# Zgrada u Frankopanskoj 2 u Subotici
Zgrada u Frankopanskoj 2 u Subotici je zgrada u gradu Subotici koja je spomenik kulture.
Građena je u stilu eklektike.
Projektirao ju je 1892. poznati subotički arhitekt Tit Mačković. Izvedena je prema izmjenama gradskog stučnjaka Gyule Valyja. Nastava se u školi koja je bila u ovoj zgradi odvija od 1893./94. godine. 
U ovoj se zgradi od 1962. godine nalazi Zavod za gluhu djecu (punog imena Školski centar za odgoj i obrazovanje osoba oštećena sluha, srp. Школски центар за васпитање и образовање слушно оштећених лица ) koji je osnovan 1947. u Inđiji. Ova ustanova koja djeluje u ovoj zgradi jedina je ustanova u Vojvodini za obrazovanje i rehabitilitaciju takve djece od predškoleske dobi do profesionalnog osposobljavanja.